# Beiträge zur Geschichte der Stadt Mainz
Die Beiträge zur Geschichte der Stadt Mainz sind eine Buchreihe zur Geschichte von Mainz, die vom Stadtarchiv Mainz herausgegeben wird.
Begründete wurde die Reihe von Heinrich Schrohe, der auch sieben der ersten zehn Bände verfasste.

## Bände
- Band 1: Hans Vogts: Das Mainzer Wohnhaus im 18. Jahrhundert. Mainz 1910.
- Band 2: Heinrich Schrohe: Aufsätze und Nachweise zur Mainzer Kunstgeschichte. Mainz 1912.
- Band 3: Fritz Herrmann: Quellen zur Topographie und Statistik der Stadt Mainz. Häuser- und Steuerlisten aus der Zeit von 1497–1541. Mit einer Wiedergabe des Maskoppschen Stadtplanes aus dem Jahre 1575. Mainz 1914.
- Band 4: Heinrich Schrohe: Mainz in seinen Beziehungen zu den deutschen Königen und den Erzbischöfen der Stadt bis zum Untergang der Stadtfreiheit (1462). Mainz 1915.
- Band 5: Heinrich Schrohe: Die Stadt Mainz unter kurfürstlicher Verwaltung (1462–1792). Mainz 1920.
- Band 6: Heinrich Schrohe: Die Mainzer Stadtaufnahmen des 16. bis 18. Jahrhunderts. Band 1: Die Mainzer Stadtaufnahmen von 1568 und 1594. Mainz 1930
- Band 7: Heinrich Schrohe: Die Mainzer Stadtaufnahmen des 16. bis 18. Jahrhunderts. Band 2: Die Mainzer Stadtaufnahmen von 1657 und 1687. Mainz 1930.
- Band 8: Heinrich Schrohe: Die Mainzer Stadtaufnahmen des 16. bis 18. Jahrhunderts. Band 3: Die Mainzer Stadtaufnahmen von 1747 und 1785/1786. Mainz 1931.
- Band 9: nicht erschienen
- Band 10: Heinrich Schrohe: Das Mainzer Geschlecht zum Jungen in Diensten des deutschen Königtums und der Stadt Mainz (1353–1437). Mainz 1933.
- Band 11: Karl Schweickert: Die Musikpflege am Hofe der Kurfürsten von Mainz im 17. und 18. Jahrhundert. Mainz 1937.
- Band 12: Ernst Jungk: Zur Geschichte und Rechtsnatur des Mainzer Universitätsfonds. Mainz 1938.
- Band 13: Laetita Brede, Fritz Arens: Kirche und Kloster St. Antonius (Armklaren) zu Mainz. Mainz 1950.
- Band 14: Fritz Arens: Meisterrisse und Möbel der Mainzer Schreiner. Mainz 1955.
- Band 15: Joachim Fischer: Frankfurt und die Bürgerunruhen in Mainz (1332–1462). Mainz 1958.
- Band 16: Johannes Simmert: Die Geschichte der Kartause zu Mainz. Mainz 1958.
- Band 17: Fritz Arens: Bau und Ausstattung der Mainzer Kartause. Mainz 1959.
- Band 18: Adam Gottron: Mainzer Musikgeschichte von 1500 bis 1800. Mainz 1959.
- Band 19: Friedrich P. Kahlenberg: Kurmainzische Verteidigungseinrichtungen und Baugeschichte der Festung Mainz im 17. und 18. Jahrhundert. Mainz 1963.
- Band 20: Richard Dertsch: Die Urkunden des Stadtarchivs Mainz. Regesten. 
  - Teil 1: Bis 1329. Mainz 1962.
  - Teil 2: 1330–1364. Mainz 1963.
  - Teil 3: 1365–1400. Mainz 1965.
  - Teil 4: Nachträge und Register bis 1400. Mainz 1967.
- Band 21: Sigrid Bösken: Die Mainzer Goldschmiedezunft. Mainz 1971.
- Band 22: Hans Fritzen: Die Baugeschichte der St. Ignazkirche in Mainz. Mainz 1974.
- Band 22, 2: Urkunden des Pfarrarchivs von St. Ignaz in Mainz. Regesten von Elisabeth Darapsky und Richard Dertsch. Mainz 1974 (Auszug aus Band 22).
- Band 23: Nikolaus Person: Novum Architecturae Speculum. Hrsg. von Fritz Arens. Mainz 1977.
- Band 24: Hermann-Dieter Müller: Der schwedische Staat in Mainz. 1631–1636. Mainz 1979.
- Band 25: Elisabeth Darapsky: Geschichte der Welschnonnen in Mainz. Mainz 1980.
- Band 26: Fritz Arens: Mainzer Inschriften 1651–1800. I. Die Inschriften des Domes zu Mainz. Mainz 1985.
- Band 27: Fritz Arens: Mainzer Inschriften von 1651–1800. II. Kirchen- und Profaninschriften. Mainz 1985.
- Band 28: Michael Kläger: Die Mainzer Stadt- und Festungserweiterung. Kommunale Politik in der 2. Hälfte des 19. Jahrhunderts. Mainz 1988.
- Band 29: Karola Decker: Bürger, Kurfürst und Regierung. Das Beispiel der Mainzer Schreinerzunft im 18. Jahrhundert. Mainz 1991.
- Band 30: Reinhard Schmid: Die Abtei St. Alban vor Mainz im hohen und späten Mittelalter. Mainz 1996.
- Band 31: Heike Kornfeld: Die Entwicklung des Druckgewerbes in Mainz vom Beginn des 19. Jh. bis zum Ausbruch des 1. Weltkrieges (1816–1914) . Mainz 1997.
- Band 32: Friedrich Schütz: Von Blau-Weiß-Rot zu Schwarz-Rot-Gold. Mainz vom Beginn der Napoleonischen Herrschaft 1798 bis zur Revolution von 1848. Mainz 1998.
- Band 33: Wolfgang Dobras (Red.): Schinderhannes. Prozess und Urteil 1803. Mainz 2003.
- Band 34: Wolfgang Dobras: Münzen der Mainzer Erzbischöfe aus der Zeit der Staufer. Katalog der Brakteaten im Münzkabinett des Stadtarchivs Mainz. Mainz 2005.
- Band 35: Ludwig Falck: Mainzer Regesten 1200–1250 zur Geschichte der Stadt, ihrer geistlichen und weltlichen Institutionen und Bewohner. Mainz 2008.
- Band 36: Wolfgang Dobras (Hrsg.): Der Nationalsozialismus in Mainz 1933–45. Terror und Alltag. Mainz 2008.
- Band 37: Franz Stephan Pelgen: P. Joseph Fuchs O.S.B., professus Seligenstadiensis (1732–1782). Ein Mainzer Gelehrter und die Editonsgeschichte seiner archäologischen und klosterpolitischen Schriften. Mainz 2009.
- Band 38: Ludwig Falck: Mainzer Regesten 1251–1260 zur Geschichte der Stadt, ihrer geistlichen und weltlichen Institutionen und Bewohner (= Arbeiten der Hessischen Historischen Kommission. Neue Folge Band 36). Darmstadt 2014.
- Band 40: Ullrich Hellmann: Architekt ohne Werk. Das Bauwesen im Kurfürstentum Mainz unter Johann Jakob Laurentius Schneider (1734–1805). Mainz 2015.